# NKD
NKD Group GmbH eller NKD er en tysk tøjdiscountbutikskæde med hovedkvarter i Bindlach, Bayern. De har ca. 2.100 butikker i Tyskland, Østrig, Italien, Slovenien, Kroatien, Tjekkiet og Polen. Desuden har de en onlineshop. De har omkring 9.000 ansatte.
I 1962 etablerede Burkard Hellbach den første butik NK Discount i Essen-Rüttenscheid. I 1985 var der 250 butikker, i 1989 500 butikker og de første internationale butikker åbnede i 1995.